# 特蕾西亚城 (的里雅斯特)

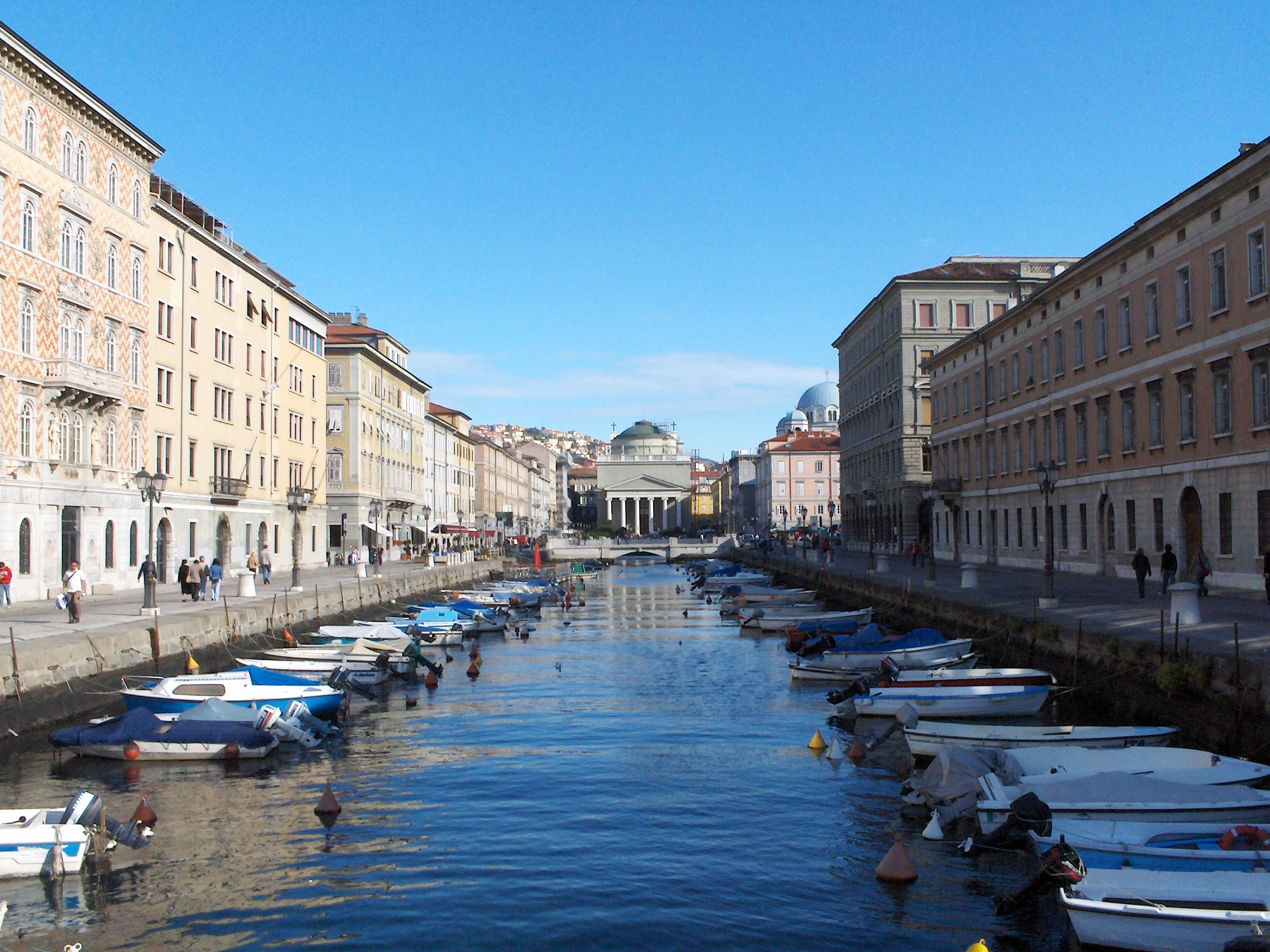
特蕾西亚城的大运河

特蕾西亚城（意大利语：Borgo Teresiano，德语：Theresienvorstadt）是的里雅斯特的一个地区，以奥地利皇后玛丽亚·特蕾西亚命名。在18世纪中叶建成，作为该市新的商业中心，是现代城市规划的最早例子之一。目前特蕾西亚城与约瑟夫城均属于的里雅斯特第四区。